# Alfonso Dastis
Alfonso María Dastis Quacedo (Jerez de la Frontera, 5 oktober 1955) is een onafhankelijke politicus en diplomaat van Spaanse afkomst. Sinds november 2016 is hij minister van Buitenlandse Zaken in het tweede kabinet van Mariano Rajoy. 

## Biografie
Dastis volgde in de jaren zeventig de studie Rechten aan de private universiteit CEU San Pablo in Madrid. Vervolgens studeerde hij aan de Complutense Universiteit van Madrid. In 1983 kreeg Dastis een aanstelling bij de Spaanse diplomatieke dienst. Tussen 1987 en 1989 was hij werkzaam bij het Hof van Justitie van de Europese Unie. In deze hoedanigheid was Dastis assistent van Gil Carlos Rodríguez Iglesias, een voormalig hoogleraar van Dastis en de eerste Spaanse rechter bij het Hof van Justitie. 
Begin jaren negentig was Dastis werkzaam op de Spaanse ambassade bij de Verenigde Naties. Tussen 1993 en 1994 behield Spanje een zetel in de Veiligheidsraad van de VN. Als juridisch adviseur was Dastis nauw betrokken bij de erkenning van Tsjechië en Slowakije als leden van de VN, nadat deze landen in 1993 van elkaar gescheiden waren. Tussen 1996 en 2000 was hij werkzaam als adviseur van de minister-president José María Aznar. Dastis adviseerde Aznar op het gebied van de Europese Unie. Mede vanwege zijn achtergrond op het gebied van de Europese Unie, was Dastis tussen 2000 en 2001 verantwoordelijk voor de organisatie van het Spaanse voorzitterschap van de Raad van de Europese Unie (januari 2002-juni 2002). 
Aznar benoemde Dastis in het najaar van 2001 als lid van de Spaanse delegatie bij de Conventie voor de Toekomst van Europa. Deze conventie legde de grondslag voor de Europese Grondwet (2004-05) en het latere Verdrag van Lissabon (2007-09). Als lid van de Spaanse delegatie pleitte Dastis voor de onderwerping van het Gemeenschappelijk buitenlands- en veiligheidsbeleid (EU) aan de juridisdictie van het Hof van Justitie van de EU. 
Tussen 2004 en 2011 was Dastis namens Spanje ambassadeur in Nederland. In 2011 werd hij benoemd tot permanente vertegenwoordiger bij de Europese Unie. Dastis trad af als permanent vertegenwoordiger na zijn benoeming tot minister van Buitenlandse Zaken van Spanje. 
- Virtual International Authority File: 1314154076022311860009